# Raionul Novi Sanjarî, Poltava
Novi Sanjarî (în ucraineană Новосанжарський район, transliterat: Novosanjarskîi raion) este un raion în regiunea Poltava, Ucraina. Reședința sa este așezarea de tip urban Novi Sanjarî.

## Demografie
Componența lingvistică a raionului Novi Sanjarî
     Ucraineană (95,86%)
     Rusă (3,42%)
     Alte limbi (0,47%)
Conform recensământului din 2001, majoritatea populației raionului Novi Sanjarî era vorbitoare de ucraineană (95,86%), existând în minoritate și vorbitori de rusă (3,42%).